# بيسكيوتا
بيسكيوتا بالإيطالية: Pisciotta)‏ هي يلدية إيطالية تابعة لمقاطعة سلرنو، في منطقة كمبانية.